# 知识表示
知識表示法，又稱做知識重呈、知識表現、知識表徵，是認知科學和人工智能兩個領域共同存在的問題。在認知科學裡，它關係到人類如何儲存和處理資料。在人工智能裡，其主要目標為儲存知識，讓程式能夠處理，達到人類的智慧。目前這個領域仍然沒有一個完美的答案。

## 概述
從人工智能的角度來看，知識表示所牽涉的一些問題計有：
- 人類如何表示知識？
- 知識的本質是什么？我們如何表示它？
- 某種表示法應該只用在某個領域，或者應該通用于所有領域？
- 某种知识表达方案的表现能力或者说表现力如何？
- 表示法應該是描述性的，或者是程序性的？